# 日本新体操連盟
公益社団法人日本新体操連盟（にほんしんたいそうれんめい）は、日本における新体操を統括する公益法人、国内競技連盟。日本体操協会、国際体操連盟に加盟している。旧所管は文部科学省。前身は全日本新体操クラブ連盟設立準備委員会。旧称全日本新体操クラブ連盟、日本新体操連盟。2020年現在、会長は元イオン副会長、日本体操協会会長の二木英徳。

## 歴史
1992年、日本体操協会が「全日本新体操クラブ連盟設立準備委員会」を設置。ジャスコグループ（のちのイオングループ）社員でのちに国際体操連盟会長兼国際オリンピック委員会委員となる渡辺守成が尽力。1993年、財団法人日本体操協会の下部組織として任意団体全日本新体操クラブ連盟が発足。2003年度、社団法人日本新体操連盟に。2013年度には公益社団法人日本新体操連盟に。

## 競技会
- 全日本新体操クラブ選手権大会
- 世界新体操クラブ選手権
- 全日本新体操チャイルド選手権大会
- 全日本新体操クラブ団体選手権